# 彦三町
彦三町（ひこそまち）は、石川県金沢市の現行行政地名。住居表示実施地区で、1丁目から2丁目まである。

## 地理
隣は、袋町、武蔵町の中間に位置している。
1丁目は住宅地路線価格が日本海側で一番である。

## 施設
- 金沢市中央公民館彦三館

かつてはFM石川の本社があったが、2022年4月1日に同市香林坊に移転した。

## 交通

### 鉄道
町内に鉄道駅はない。

### バス
- 北鉄バス（北陸鉄道・北鉄金沢バス）　彦三バス停
- 金沢ふらっとバス此花ルート　彦三緑地、彦三町１丁目、彦三北、中央公民館彦三館バス停

### 道路
- 石川県道13号金沢停車場線